# Швајцарска на Летњим олимпијским играма 1900.
Швајцарску делегацију на Олимпијским играма 1900. у Паризу представљао је осамнаест спортиста (17 мушкараца и 1 жена) који су се такмичили у 4 спорта. У саставу швајцарске олимпијске репрезентације нашла се први пут и једна жена која се такмичила у једрењу.
Швајцарска је у коначном пласману освојила 6 место по броју освојених медаља са 6 златних, 2 сребрне и 1 бронзане од укупно 9 медаља.

## Учесници по спортовима
| Спорт      | Мушкарци | Жене | Укупно |
| ---------- | -------- | ---- | ------ |
| Гимнастика | 3        | 0    | 3      |
| Једрење    | 2        | 1    | 3      |
| Мачевање   | 3        | 0    | 3      |
| Стрељаштво | 9        | 0    | 9      |
| Укупно (4) | 17       | 1    | 18     |

* = у атлетици и надвлачењу конопца наступио је исти такмичар

## Освајачи медаља
Златне медаље нису додељиване на Играма 1900. Сребрна медаља добијала се за прво место, а бронзана за друго. Међународни олимпијски комитет је ретроактивно доделио златну, сребрну и бронзане медаље на учеснике који су освојили 1., 2., и 3. место, односно, како би се такмичари на раним Олимпијским играма ускладили са тренутним наградама.

### Злато
- Емил Келенбергер — стрељаштво, ВК пушка тростав појединачно
- Карл Редерер — стрељаштво, пиштољ слободног избора 50 м
- Конрад Штели — стрељаштво, ВК пушка клечећи став
- Friedrich Lüthi, Paul Probst, Луј Ришар, Карл Редерер, Конрад Штели — стрељаштво, пиштољ слободног избора екипно
- Франц Бекли, Алферд Гритер, Емил Келенбергер, Луј Ришар, Конрад Штели— стрељаштво, ВК пушка екипно
- Бернар де Пурталес, Елен де Пурталес, Арман де Пурталес — једрење, 1-2 тоне трка 1

### Сребро
- Емил Келенбергер — стрељаштво, ВК пушка клечећи став
- Бернар де Пурталес, Елен де Пурталес, Арман де Пурталес — једрење, 1-2 тоне трка 2

### Бронза
- Конрад Штели — стрељаштво, пиштољ слободног избора 50 м

## Резултати по дисциплинама

### Гимнастика
У току такмичења гимнастичари су учествовали у 16 вежби, од којих су многе имале по два такмичења исте дисциплине. У свакој вежби се могло освојити по 20 поена, што је укупно дало највише 320 бодова. Поред гимнастичких вежби, такмичење је укључило и нека атлетска такмичења и дизање тегова.
| Спортиста     | Дисциплина  | Резултат | Пласман            |
| ------------- | ----------- | -------- | ------------------ |
| Жил Дикре     | Комбинација | 264      | 19/20 место од 136 |
| Жанфевр       | Комбинација | 261      | 23/25 од 136       |
| Шарл Броадбек | Комбинација | 245      | 42/44 од 136       |

### Једрење
У једрењу је учествовала и прва швајцарска олимпијка Елен де Пурталес, у мешовитој посади са још два мушкарца. 
| Спортиста          | Дисциплина                    | Резултат      | Пласман       |
| ------------------ | ----------------------------- | ------------- | ------------- |
| Бернар де Пурталес | 1—2 т 1 трка јахта „Лерина“   | 2:15:32       | 1             |
| Елен де Пурталес   | 1—2 т 1 трка јахта „Лерина“   | 2:15:32       | 1             |
| Арман де Пурталес  | 1—2 т 1 трка јахта „Лерина“   | 2:15:32       | 1             |
| Бернар де Пурталес | 1—2 т 2 трка јахта „Лерина“   | 3:35:14       | 2             |
| Елен де Пурталес   | 1—2 т 2 трка јахта „Лерина“   | 3:35:14       | 2             |
| Арман де Пурталес  | 1—2 т 2 трка јахта „Лерина“   | 3:35:14       | 2             |
| Бернар де Пурталес | Отворена класа јахта „Лерина“ | Нису завршили | Нису завршили |
| Елен де Пурталес   | Отворена класа јахта „Лерина“ | Нису завршили | Нису завршили |
| Арман де Пурталес  | Отворена класа јахта „Лерина“ | Нису завршили | Нису завршили |

### Мачевање
Швајцарској је ово било прво такмичење у мачевању на Олимпијским играма. Учествовала је са три такмичара.
| Такмичар    | Дисциплина | Место | 1. круг                     | Четвртфинале                | Репасдаж         | Полуфинале       | Финале           |
| ----------- | ---------- | ----- | --------------------------- | --------------------------- | ---------------- | ---------------- | ---------------- |
| Paul Robert | Флорет     | 25-34 | Прошао по оцени жирија      | Није прошао по оцени жирија | Није се пласирао | Није се пласирао | Није се пласирао |
| Jean Weill  | Флорет     | 38-54 | Није прошао по оцени жирија | Није се пласирао            | Није се пласирао | Није се пласирао | Није се пласирао |
| де Бофа     | Сабља      | 19-23 | 5-6 у групи испао           | Није се пласирао            | Није се пласирао | Није се пласирао | Није се пласирао |

### Стрељаштво
Ово је била дисциплина у којој су доминирали Швајцарци. Од девет дисциплина они су победили у пет.
| Дисциплина                                | Место | Стрелац                                                                                   | Резултат                   |
| ----------------------------------------- | ----- | ----------------------------------------------------------------------------------------- | -------------------------- |
| Пиштољ брза паљба појединачно             | 5     | Paul Probst                                                                               | 57                         |
| Пиштољ слободног избора 50 м. појединачно | 1     | Карл Редерер                                                                              | 503                        |
| Пиштољ слободног избора 50 м. појединачно | 3     | Конрад Штели                                                                              | 453                        |
| Пиштољ слободног избора 50 м. појединачно | 4     | Луј Ришар                                                                                 | 448                        |
| Пиштољ слободног избора 50 м. појединачно | 7     | Фридрих Лити                                                                              | 435                        |
| Пиштољ слободног избора 50 м. појединачно | 9     | Paul Probst                                                                               | 432                        |
| Пиштољ слободног избора 50 м. екипно      | 1     | Фридрих Лити, Paul Probst, Луј Ришар, Карл Редерер, Конрад Штели                          | 2271 (435+432+448+503+453) |
| ВК пушка 300 м клечећи став               | 5     | Франц Бекли                                                                               | 294                        |
| ВК пушка 300 м клечећи став               | 6     | Емил Келенбергер                                                                          | 292                        |
| ВК пушка 300 м клечећи став               | 7     | Алфред Гритер                                                                             | 282                        |
| ВК пушка 300 м клечећи став               | 14    | Конрад Штели                                                                              | 272                        |
| ВК пушка 300 м клечећи став               | 17    | Луј Ришар                                                                                 | 269                        |
| ВК пушка 300 м стојећи став               | 1     | Конрад Штели                                                                              | 324                        |
| ВК пушка 300 м стојећи став               | 2     | Емил Келенбергер                                                                          | 314                        |
| ВК пушка 300 м стојећи став               | 7     | Франц Бекли                                                                               | 300                        |
| ВК пушка 300 м стојећи став               | 9     | Луј Ришар                                                                                 | 297                        |
| ВК пушка 300 м стојећи став               | 25    | Алфред Гритер                                                                             | 265                        |
|                                           |       |                                                                                           |                            |
| ВК пушка 300 м лежећи став                | 5     | Емил Келенбергер                                                                          | 324                        |
| ВК пушка 300 м лежећи став                | 12    | Луј Ришар                                                                                 | 307                        |
| ВК пушка 300 м лежећи став                | 21    | Франц Бекли                                                                               | 289                        |
| ВК пушка 300 м лежећи став                | 23    | Алфред Гритер                                                                             | 285                        |
| ВК пушка 300 м лежећи став                | 23    | Конрад Штели                                                                              | 285                        |
|                                           |       |                                                                                           |                            |
| ВК пушка 300 м тростав појединачно        | 1     | Емил Келенбергер                                                                          | 930 (292+314+324)          |
| ВК пушка 300 м тростав појединачно        | 8     | Франц Бекли                                                                               | 883 (294+300+289)          |
| ВК пушка 300 м тростав појединачно        | 9     | Конрад Штели                                                                              | 881 (272+324+285)          |
| ВК пушка 300 м тростав појединачно        | 16    | Луј Ришар                                                                                 | 873 (269+297+307)          |
| ВК пушка 300 м тростав појединачно        | 19    | Алфред Гритер                                                                             | 832 (282+265+285)          |
|                                           |       |                                                                                           |                            |
| ВК пушка 300 м тростав екипно             | 1     | Франц Бекли 883, Алфред Гритер 832, Емил Келенбергер 930, Луј Ришар 873, Конрад Штели 881 | 4399 (1409+1500+1490)      |